# Nilo Soruco
Nilo Rixio Soruco Arancibia (Tarija, Bolivia, 6 de julio de 1927-31 de marzo de 2004) fue un poeta, cantautor y político sindicalista boliviano.

## Biografía
De niño se dedicó a lustrar zapatos, vender periódicos y haciendo todos los mandados que le permitía ganarse unos centavos, valorando el oficio de su padre, ingreso a la Escuela de Artes Plásticas “Julio Creveaux” en donde obtuvo el certificado de “Operario Zapatero Zolador”, era atraído por la música aprendió a tocar la guitarra, después se vínculo con jóvenes principiantes en el arte del canto. 
En sus trajines artísticos conoció al importante compositor de cueca tarijeña D. Pio Martínez, quien le ayudo a componer su primera cueca intitulada “A orillas del Guadalquivinir” entonces contaba con 13 años.
Durante su adolescencia formó parte de varios grupos musicales con quienes interpretaba sus primeras canciones. Gracias a la ayuda del profesor Mario Estenssoro Vásquez, ingreso a la Escuela Normal de Maestros Urbanos de Sucre, egresando como profesor de música en 1951, en esa época surge la cueca escrita junto a su compañero de estudio Carlos Ávila Claure “Amancaya Amancayita”. En 1952 se inicia como docente en el kindergarten “15 de Abril”, luego en la Escuela de Niñas “Rosa Arce”, “Maria Laura Justiniano”, los colegios: “San Luis”, “Eustaquio Méndez”, “Liceo Tarija” y otros. 
Se incorporó a la lucha sindical del magisterio y tiempo después conoce al poeta Oscar Alfaro que le invita y le insiste a formar parte del Partido Comunista de Bolivia, que aceptaría de una manera indiferente, tiempo después escribiría su composición “Bandera Roja”, Nilo compuso las líneas melódicas para muchos poemas del poeta tarijeño Oscar.
Nilo y Oscar trabajarían en producciones comprometidas con la clase social e incluso social del país. Dentro de la actividad Artística musical, Nilo organizó conjuntos de reconocida trayectoria como: “Los Montoneros de Méndez”, “Los Cantores del Valle”, “Los Embajadores del Guadalquivir”, “Los Copleros del Sausal”, “Los De Sama”, con quienes llegó a grabar más de 50 Lps. Realizando giras por todo el país, su producción compositiva fue más 250 obras en varios géneros musicales. 
Por sus acciones como dirigente sindicalista del magisterio de la Central Obrera y por haber compuesto canciones de protestas, en el gobierno militar de Hugo Banzer. En la cárcel compuso una de sus cuecas más famosas llamada ¨La vida es linda¨. Luego tuvo que salir del país y fue exiliado en Venezuela, instalado en la ciudad de Caracas, aproximadamente en 1978. Allí durante el exilio donde compuso varios de sus más famosos temas musicales como "Ya la pagarán", “Duraznero”, “Instantánea”, y en particular una cueca llamada "La Caraqueña" misma que se convirtió en una especie de himno de la resistencia identificando a los que estaban fuera de la patria. Al terminar el exilio y el gobierno militar retornó nuevamente a Bolivia.
Se casó con Olga Verdun Cossio, con quien tuvo tres hijas de nombre: Zemlya, Sonia y Violeta. Nilo Soruco ha sido reconocido por la Cultura Nacional de Bolivia en 2003 con un homenaje y con la Ley 3383 del 3 de mayo de 2006, se declara Patrimonio Cultural de la Nación a toda su obra literaria musical de este compositor.
En agosto de 2002 fue condecorado en Tarija con la Orden "Octavio O'Connor d'Arlach" en el grado de Gran Oficial conferido por la Universidad Autónoma Juan Misael Saracho.
En octubre de 2003 fue condecorado por el municipio de la ciudad de La Paz con el Escudo de Armas.
Nilo Soruco había compuesto más de 300 canciones en toda su carrera musical. Pero después de una prolongada enfermedad falleció, víctima de un paro cardíaco, el día miércoles 1 de abril del año 2004 a la edad de 76 años en el Hospital Regional San Juan de Dios, de su tierra natal Tarija, después de recibir el homenaje póstumo de varias instituciones fue enterrado en el Cementerio General Isaac Sassón Attie.

## Discografía
| Álbum                                     | Canciones               | Ritmos         |
| ----------------------------------------- | ----------------------- | -------------- |
| Cantares de Bolivia en tiempo de historia | La tragedia del Chapaco | Tonada-Canción |
|                                           | Cuba no caerá           | Cueca          |
|                                           | Rompieron relaciones    | Huayño         |